# The Dizzy Brains
The Dizzy Brains est un groupe de garage rock. Fondé à Antananarivo en 2011, il est composé des frères Andrianarisoa au chant et à la basse, Max Andriambelo (Poun) à la guitare et Alban Razanaka à la batterie.

## Biographie
Le groupe est fondé en 2011 par deux frères, Eddy et Mahefa Andrianarisoa, natifs d'Antananarivo, dont le goût pour le rock provient pour partie de leur père, musicien et fan des Kinks. Ils avaient auparavant tous deux fait partie de groupes (The Whitedoors, The Radio City, The Flowers City).
Repéré lors du Libertalia music festival ,, à Antananarivo par le magazine Longueur d'ondes fin mai 2015, ils sont ensuite programmés en décembre aux Rencontres trans musicales. Le groupe connaît alors une certaine notoriété lors de son passage : d'abord lors d'un concert à la prison de Rennes[Laquelle ?], puis sur la grande scène du festival, dont il ressort avec le titre de « Révélation des trans musicales de Rennes ». 
La même année, le groupe signe chez le label Libertalia-Music Records, puis est distribué par X-Ray Productions. Quelques années plus tard, le contrat de production avec Libertalia-Music Records est rompu, et X-Ray décide alors de prendre le groupe sous son aile. Ce nouveau contrat est suivi d'une tournée dans plusieurs pays comme la France, l'Allemagne, le Canada, la Corée du Sud, le Pays de Galles et le Maroc.

## Style et influences
Eddy Andrianarisoa affirme que la création du groupe a été impulsé par son écoute en 2011 de 7 heures du matin de Jacqueline Taïeb ; il cite également Serge Gainsbourg et Jacques Dutronc (dont ils reprennent en malgache Les Cactus) comme inspirateurs. Ils admirent à leurs débuts Arctic Monkeys, The Stooges et The Strokes. Le groupe définit son style comme « du pur garage rock ». Les frères Andrianarisoa citent aussi The Sonics, The Stooges et The Velvet Underground comme leurs influences majeures[réf. nécessaire]. 
Le groupe est connu pour leurs prestations live très énergiques et puissantes. 
Le rock à Tananarive est clairement underground. Les thèmes abordés dans leurs textes sont la corruption, l'insécurité, la précarité et l'absence de perspectives à Tana, l'absence de liberté sexuelle et la censure. Par ses textes, le groupe dénonce l'inégalité, l'oppression, la corruption, la pauvreté et les limitations posées à la liberté d'expression qui persiste dans leur pays d'origine.

## Membres
- Eddy Andrianarisoa - chant
- Mahefa Andrianarisoa- basse
- Max Andriambelo (Poun) - guitare
- Alban Razanaka - batterie[7]

## Discographie
- 2014 : Mola Kely (premier album[8] ; mai 2014)
- 2015 : Vangy (EP, 5 titres[7] ; 4 septembre 2015)
- 2016 : Out of the Cage (album ; 13 mai 2016)
- 2018 : Tany Razana (album ; 19 octobre 2018)
- 2021 : Dahalo
- 2024 : Maso Mahita (album ; 20 septembre 2024)